# Argyle Motor Manufacturing Company
Die Argyle Motor Manufacturing Company war ein kurzlebiger britischer Nutzfahrzeughersteller.

## Beschreibung
Das Unternehmen wurde 1970 als Tochtergesellschaft der Argyle Diesel Electronics, Ltd. in East Kilbride, Lanarkshire gegründet und war offenbar im Mutterhaus untergebracht, das sich mit Einspritzpumpen und Dieseltechnologie beschäftigte und Marktchancen für schwere Nutzfahrzeuge zu erkennen glaubte.
Argyle Motor Manufacturing fertigte nur ein Modell, einen Lkw mit 16  tons (14,5 t) Nutzlast und der Bezeichnung Christina. Ein Sechszylinder-Dieselmotor Perkins 6.354 trieb das Fahrzeug an. Die Kraft wurde über ein Fünfganggetriebe von Eaton Yale & Towne an eine zweistufige Eaton-Hinterachse übertragen. Die Vorderachse wurde von Kirkstall zugekauft, die Kabine von Motor Panels.
Erwähnt werden ferner ein Karen genannter 24-tons-Lkw (22 t) mit drei Achsen und eine 36-tons-Zugmaschine (32,7 t) Linsay; beide scheinen jedoch nur auf dem Zeichenbrett existiert zu haben. Eine Quelle nennt mehrere Zwei- und Dreiachs-Lastkraftwagen mit einem Gesamtgewicht von 36 Tonnen.
Hingegen wurde für British Steel eine einzelne Zugmaschine für eine Last bis 120 tons (110 t) unter dem Namen Trilby gebaut. Sie hatte einen Cummins-220-Dieselmotor.
Das Unternehmen existierte nur drei Jahre von 1970 bis 1973. Die Produktion wurde eingestellt, nachdem die Konkurrenz etablierter Hersteller offenbar unterschätzt worden war.